# Radio Disney
Radio Disney était un réseau de radio basé à Dallas au Texas diffusant de la musique et des émissions destinées aux jeunes lancé en 1996. C'est une filiale de la Walt Disney Company. Après plusieurs années avec des stations AM et FM aux États-Unis, depuis 2014 la radio est devenue une radio numérique.
Elle est aussi disponible par satellite aux États-Unis et au Canada sur XM Satellite Radio (chaîne 115) et Sirius Satellite Radio (chaîne 115), ainsi que sur la plupart des systèmes numériques américains câble-TV dont DirecTV. KDIS, la station de Los Angeles, est la station phare du réseau.
À l'international, la radio est aussi diffusée depuis 2001 en Amérique latine et possède depuis des stations en Argentine, au Guatemala, au Paraguay, en République dominicaine et en Uruguay. La radio propose aussi depuis 2005 des blocs de programmes en langue espagnole aux États-Unis sous le nom de Viva Disney. En 2015, une déclinaison Radio Disney Country est lancée aux États-Unis.

## Historique
La première émission de radio produite par Disney remonte à 1938 avec Mickey Mouse Theater of the Air, diffusé sur NBC avec Mickey interprété par Walt Disney.
D'autres émissions ont été réalisées mais ce n'est qu'au début des années 1990 que Disney signe un accord pour une diffusion sur une fréquence dédié. Le contrat est signé avec Radio Aahs, une "radio pour les enfants par les enfants" de Minneapolis. Cette société sera ensuite rattaché au Children's Broadcasting Corporation qui compta plus de 30 stations à son apogée.

Logo de Radio Disney dans les années 1990.

En 1996, Disney lance son propre réseau, Radio Disney, créé le 4 avril 1996 comme concurrent de Radio Aahs. Les propriétaires de Radio Aahs poursuivirent Disney pour rupture de contrat et obtinrent même en 2004 un dédommagement de 12,4 millions de $. À partir du 18 novembre 1996, la radio Disney est produite et distribuée par ABC Radio Network, nouvelle filiale de Disney,. Depuis Radio Disney compte plus de 100 stations.
En 2001, Radio Disney a été lancée en Argentine.
Au Royaume-Uni, Disney est associé à Capital Radio Plc dans un réseau de radio baptisé Capital Disney . Capital Radio a récemment fusionné avec GWR Group (mai 2005) pour former GCap Media, un sérieux concurrent de la BBC. Capital Disney a été lancé le samedi 12 octobre 2002.

Elle compte une dizaine de stations dont le réseau numérique DAB de Londres.
Entre 2001 et fin 2003, Radio Disney poursuit son implantation en Amérique latine avec le Guatemala, le Paraguay et la République dominicaine
Le 9 février 2004, Disney et Claxson lance Radio Disney en Uruguay.
Le 13 septembre 2005, Radio Disney lance un programme en syndication en langue espagnole Viva Disney avec Entravision,.
En 2006, Radio Disney rachète la station FM du New York Times. Le 18 juillet 2006, Radio Disney signe un contrat avec MobiTv pour la diffusion de la radio sur appareil mobile,. Le 31 juillet 2006, Disney décide de rattacher Radio Disney au Disney-ABC Television Group et non plus à ABC Radio, vendu à Citadel Communications.

Logo en 2011.

À partir du 15 août 2006, Radio Disney est disponible en streaming sur iTunes.
Le 20 août 2010, Disney Online lance un site de musique conjointement avec Disney Music Group et Radio Disney à l'adresse Disney.com/Music. Le site comprend du contenu musical, des vidéos de concerts ou en studio, des interviews vidéo-radiophoniques, des activités, des informations sur les artistes du groupe.
Le 9 février 2011, Disney annonce le lancement d'un bloc musical nommé Radio Disney Junior associant Radio Disney au contenu de Disney Junior à compter du 14 février 2011. Le 17 février 2011, Radio Disney lance son application officielle et gratuite sur l'Android Market. Le 3 octobre 2011, le groupe de média canadien Astral Media annonce que la station Radio Disney sera disponible sur le site internet de la chaîne Family.
Le 8 octobre 2013, Disney Interactive et Vevo annoncent un partenariat qui permet d'offrir une sélection de 50 000 vidéo musicales du catalogue de Vevo sur le site Disney.com et du contenu musical comme Radio Disney et des actualités sur les plateformes de Vevo. Le 30 octobre 2013, Radio Disney vend trois stations, celles de Little Rock et San Antonio pour 2 millions d'USD et celle d'Albany pour 375 000 USD. Le 21 novembre 2013, Radio Disney vend les stations WDZY-A de Richmond en Virginie pour 250 000 USD et WKSH de Milwaukee à la Christian Radio Corporation. Le 2 décembre 2013, Radio Disney vend pour 2 millions d'USD les stations KDIS de Little Rock et KRDY de San Antonio à Salem Communications.
Le 13 août 2014, Radio Disney annonce la vente de ses 23 stations sauf à Los Angeles à compter du 26 septembre et sa transformation en radio numérique afin de suivre son public. Le 14 octobre 2014, la station newyorkaise de Radio Disney (1560 AM) devrait être rachetée par Family Radio un groupe de média chrétien pour 12 millions d'USD, bien moins que les 40 millions d'USD payés en 2007 par Disney. Le 23 novembre 2014, l'entrepreneur local Kevin Adell offre 3 millions d'USD pour la station WFDF de Radio Disney située à Flint, Michigan. Le 20 février 2015, Disney vend WQEW-AM la station new-yorkaise de Radio Disney pour 13 millions d'USD à Family Stations, un réseau de stations chrétiennes, station achetée 40 millions d'USD en 2007. Le 26 février 2015, Disney au travers de sa filiale Sports Radio Group LLC vend pour 1 million d'USD la station 1250 WDDZ-AM de Pittsburgh à Pennsylvania Media Associates, filiale de Salem Media Group,. Le 5 juin 2015, Salem Media achète la station Radio Disney KMKI de Dallas/Fort Worth pour 3 millions d'USD.
Le 12 juin 2015, Radio Disney annonce le lancement d'une déclinaison Country à l'automne 2015,,. Le 29 juillet 2015, la société de média de Chicago Polnet Communication achète la station WRDZ de Radio Disney pour 3,45 millions d'USD. Le 4 novembre 2015, Disney lance Radio Disney Country avec une retransmission des CMA Awards,,.
Le 24 octobre 2016, Radio Disney au travers d'une filiale nommée ABC Los Angeles Assets achète pour 45 000 USD le transmetteur K293BZ/Beaumont pour l'installer à Pasadena. Le 9 juin 2017, Radio Disney Country ouvre une station FM à Los Angeles et devient disponible sur iHeartRadio et TuneIn,.
Le 29 septembre 2017, Disney fusionne les applications de vidéo à la demande et de direct Watch Disney Channel, Watch Disney Junior et Watch Disney XD sous le nom Disney Now et ajoute des jeux et l'accès à Radio Disney,.
Le 25 juillet 2019, Radio Disney Country ouvre un studio sur Music Row (en) à Nashville dans un édifice rénové aidant à la préservation du quartier.
Le 3 décembre 2020, Disney a annoncé que Radio Disney et Radio Disney Country seraient fermées au cours du premier trimestre 2021. Cela est dû au fait qu'une partie d'un plus grand réalignement est en cours sur les propriétés de Disney, dans le cadre des pertes provoquées par COVID-19, et aussi parce que la plupart des membres de l'équipe de la Walt Disney Company vont travailler sur d'autres projets, tels que Disney+. On ignore quand exactement à ce moment-là le service sera fermé.

## Contenu musical
Les musiques des « classiques » de Disney sont rarement diffusées sur ce réseau de radio. La plupart des morceaux consistent en :
- chansons récemment dans les hits qui ne sont pas énormément populaires auprès des préadolescents.
- autres chansons qui ne sont plus dans les hits mais qui restent populaires auprès des préadolescents.
- chansons des films ou dessins animés (parfois séries télévisées) récemment sortie par l'une ou l'autre de ses filiales. Bien que parfois certaines chansons soient retirées comme celles de Elvis Presley utilisées dans Lilo et Stitch).

## Listes des anciennes stations terrestres
Cette liste est basée sur les données disponibles en août 2004. Bien que ce sont actuellement des radios affiliées à Radio Disney, elles ont chacune une histoire. Plusieurs des abréviations (Callsign) des stations de Radio Disney sont des variations sur le nom Disney ou de Mickey et Minnie Mouse, l'une semble même être basé sur Goofy (Dingo).
Les stations ont été revendues une par une ou par lot à partir d'août 2014.
| Callsign | Fréquence | Localisation                      |
| -------- | --------- | --------------------------------- |
| WWCS     | 540       | Pittsburgh, Pennsylvanie          |
| WDDZ     | 550       | Providence, Rhode Island          |
| WDWD     | 590       | Atlanta, Géorgie                  |
| WBWL     | 600       | Jacksonville, Floride             |
| KMKI     | 620       | Dallas/Fort Worth, Texas          |
| WWJZ     | 640       | Mount Holly, New Jersey           |
| WDRD     | 680       | Louisville, Kentucky              |
| WFDF     | 910       | Flint, Michigan                   |
| KWDZ     | 910       | Salt Lake City, Utah              |
| WPGA¹    | 980       | Macon, Géorgie                    |
| WDYZ     | 990       | Orlando, Floride                  |
| WMYM     | 990       | Miami, Floride                    |
| KDIS     | 1110      | Pasadena/Los Angeles, Californie  |
| KENS     | 1160      | San Antonio, Texas                |
| KDYZ     | 1180      | Omaha, Nebraska                   |
| KPHN     | 1190      | Kansas City, Missouri             |
| WKYG     | 1230      | Parkersburg, Virginie Occidentale |
| KALY     | 1240      | Albuquerque, Nouveau-Mexique      |
| KKDZ     | 1250      | Seattle, Washington               |
| WMKI     | 1260      | Boston, Massachusetts             |
| WWMK     | 1260      | Cleveland, Ohio                   |
| WSDZ     | 1260      | St. Louis, Missouri               |
| WDZY     | 1290      | Richmond, Virginie                |
| KKDD     | 1290      | Riverside, Californie             |
| WRDZ     | 1300      | Chicago, Illinois                 |
| KMKY     | 1310      | San Francisco, Californie         |
| WCOG     | 1320      | Greensboro, Caroline du Nord      |

| Callsign | Frequency | Location                       |
| -------- | --------- | ------------------------------ |
| WWLF¹    | 1340      | Syracuse, New York             |
| WWMI     | 1380      | Tampa, Floride                 |
| KMUS     | 1380      | Tulsa, Oklahoma                |
| WAJD     | 1390      | Gainesville, Floride           |
| WNEX¹    | 1400      | Macon, Géorgie                 |
| WMYR     | 1410      | Fort Myers, Floride            |
| WOWW     | 1430      | Memphis, Tennessee             |
| KDIZ     | 1440      | Minneapolis, Minnesota         |
| WBYU     | 1450      | La Nouvelle-Orléans, Louisiane |
| WDDY     | 1460      | Albany, New York               |
| KIID     | 1470      | Sacramento, Californie         |
| WGFY     | 1480      | Charlotte, Caroline du Nord    |
| KQAM     | 1480      | Wichita, Kansas                |
| WOLF¹    | 1490      | Syracuse, New York             |
| KDYS     | 1520      | Lafayette, Louisiane           |
| WDZK     | 1550      | Hartford, Connecticut          |
| WQEW     | 1560      | New York, New York             |
| KOCY     | 1560      | Oklahoma City, Oklahoma        |
| KMIK     | 1580      | Phoenix, Arizona               |
| KMIC     | 1590      | Houston, Texas                 |
| WMNE     | 1600      | West Palm Beach, Floride       |
| WKSH     | 1640      | Milwaukee, Wisconsin           |
| KDZR     | 1640      | Portland, Oregon               |
| WHKT     | 1650      | Norfolk, Virginie              |
| KAVT     | 1680      | Fresno, Californie             |
| WDSS     | 1680      | Grand Rapids, Michigan         |
| KDDZ     | 1690      | Denver, Colorado               |

| CallsignA. | Fréquence | Localisation            |
| ---------- | --------- | ----------------------- |
| WOLF¹      | 96.7      | Syracuse, New York      |
| WXIR       | 98.3      | Indianapolis, Indiana   |
| KDIS       | 99.5      | Little Rock, Arkansas   |
| WDZN       | 100.1     | Cumberland, Maryland    |
| WBGJ¹      | 100.3     | Sylvan Beach, New York  |
| W263AJ²    | 100.5     | Cumberland, Maryland    |
| WQUA       | 102.1     | Mobile (Ville), Alabama |

¹ indique de multiples Radio Disney dans une seule ville
² W263AJ est un ré-émetteur de WDZN